# Nematopagurus longicornis
Nematopagurus longicornis is een tienpotigensoort uit de familie van de Paguridae. De wetenschappelijke naam van de soort werd voor het eerst geldig gepubliceerd in 1892 door Alphonse Milne-Edwards en Bouvier.